# Brachyscleroma townesi
Brachyscleroma townesi là một loài tò vò trong họ Ichneumonidae.